# Foszfor-nitrid
A foszfor-mononitrid szervetlen vegyület, képlete PN. Mivel csak foszfort és nitrogént tartalmaz, a vegyület biner nitrid.
Ez a csillagközi térben észlelt első foszforvegyület. Rotációs spektruma segítségével észlelték. Ezenkívül a Jupiter és a Szaturnusz légkörében is megtalálták.

## Előállítása
A foszfor-nitrid előállítható trifoszfor-pentanitrid (P3N5) bontásával 800 °C-on, nitrogén melléktermékkel:
{\displaystyle {\ce {P3N5 ->3 PN +N2}}}
Ismert azidofoszfin molekularészletet a központi gyűrűjén tartalmazó antracénszármazék prekurzor, mely nitrogénre, antracénra és foszfor-nitridre bomlik 30 perces felezési idővel. Vas(IV)-nitrid és molibdén(VI)-foszfid komplexekkel sikerült stabil foszfor-nitrid hídligandumot tartalmazó átmenetifém-komplex előállítása is 2020-ban.
A foszfor-nitridet a Földön először gázfázisban észlelték, majd fagyott kriptonmátrixban izolálták, azonban mintegy 10 K felett a monomer nem stabil – irreverzibilisen P3N3 trimerré válik.

## Jellemzők
A monomer PN metastabil a P2-ra és N2-re való bomlásra nézve:
{\displaystyle {\ce {2 PN ->P2 +N2 +196 kJ}}}
Alacsonyabb hőmérsékleten a PN színtelen polimereket alkot. Ezenkívül ismertek sárga–barna polimerek nitrogéntöbblettel (PxN, {\displaystyle 0{,}6<x<1}).
A PN kötéshossza 149,1 pm, ami megfelel a hármas kötésre számított értéknek (150 pm).

## Fordítás
- Ez a szócikk részben vagy egészben  a   Phosphorus mononitride című angol Wikipédia-szócikk ezen változatának fordításán alapul.  Az eredeti cikk szerkesztőit annak laptörténete sorolja fel. Ez a jelzés csupán a megfogalmazás eredetét és a szerzői jogokat jelzi, nem szolgál a cikkben szereplő információk forrásmegjelöléseként.
- Ez a szócikk részben vagy egészben  a   Phosphor(III)-nitrid című német Wikipédia-szócikk ezen változatának fordításán alapul.  Az eredeti cikk szerkesztőit annak laptörténete sorolja fel. Ez a jelzés csupán a megfogalmazás eredetét és a szerzői jogokat jelzi, nem szolgál a cikkben szereplő információk forrásmegjelöléseként.